# Paweł Bacik
Paweł Bacik (ur. 22 maja 1988) – polski koszykarz grający na pozycji obrońcy w drugoligowym UMKS-ie Kielce.

## Kariera
Bacik swoją karierę rozpoczynał w Unii Tarnów. W jej barwach, w sezonie 2006/2007 rozegrał 22 spotkania w PLK w których zdobył siedemdziesiąt punktów. Z powodu ogromnych problemów finansowych, a co za tym idzie także kadrowych zespół spadł do I ligi, z której został wycofany i w konsekwencji zdegradowany do najniższej klasy rozgrywkowej. Bacik podpisał wówczas kontrakt z Cracovią w której grał bardzo rzadko. Spowodowało to, że w 2008 został zawodnikiem UMKS-u Kielce.

## Przebieg kariery
- 2005-2007 Unia Tarnów
- 2007-2008 Cracovia
- 2007-2008 BT Wózki Pruszków
- 2008- UMKS Kielce